# Rio Biguaçu
Rio Biguaçu är ett vattendrag i Brasilien.   Det ligger i delstaten Santa Catarina, i den södra delen av landet, 1 300 km söder om huvudstaden Brasília.
I omgivningarna runt Rio Biguaçu växer i huvudsak städsegrön lövskog. Runt Rio Biguaçu är det mycket tätbefolkat, med 3 022 invånare per kvadratkilometer.